# Sélestat
Sélestat là một xã trong tỉnh Bas-Rhin, thuộc vùng Grand Est của nước Pháp, có dân số là 17.179 người (thời điểm 1999). Xã nằm tròn 40 km về phía tây nam của Strasbourg và khoảng 40 km phía tây-bắc của Freiburg im Breisgau.

## Thông tin nhân khẩu
| 1962   | 1968   | 1975   | 1982   | 1990   | 1999   |
| ------ | ------ | ------ | ------ | ------ | ------ |
| 13 818 | 14 635 | 15 248 | 15 112 | 15 538 | 17 179 |

## Nhân vật nổi tiếng
- Jakob Wimpheling, nhà hoạt động nhân đạo và nhà văn
- Martin Bucer
- Johannes Mentelin
- Albert Merglen, tướng quân đội và tác giả
- Heinrich Kramer

## Địa điểm tham quan
- Nhà thờ Saint-Georges (thế kỉ 13-15)
- Nhà thờ Sainte-Foy
- Bibliothèque Humaniste (1452)